# Jacques Pellegrin
Jacques Pellegrin (1873 - 1944) fue un zoólogo francés.

## Biografía científica
Después de sus estudios de historia natural, trabajó desde 1894 con Leon Vaillant en el Museo Nacional de Historia Natural de Francia en París como especialista en reptiles y peces. En 1937 reemplazó a Louis Roule en la cátedra de herpetología e ictiología del Museo. Como consecuencia de sus estudios en taxonomía publicó más de seiscientos artículos y libros científicos, y describió cerca de 350 especies nuevas. En 1917 se convirtió en presidente de la Sociedad Zoológica de Francia.

## Honores

### Epónimos
Algunas especies de peces nombradas en su honor son:
Apletodon pellegrini, Astyanax pellegrini, Crenicichla pellegrini, Ctenopoma pellegrini, Cyprinus pellegrini, Eleotris pellegrini, Enteromius pellegrini, Geophagus pellegrini, Haplochromis pellegrini, Heteroconger pellegrini, Labeo pellegrini, Labeobarbus pellegrini, Leptobotia pellegrini, Megalobrama pellegrini, 
Petrocephalus pellegrini, Rheocles pellegrini y Trachinus pellegrini.

## Abreviatura (zoología)
La abreviatura Pellegrin  se emplea para indicar a Jacques Pellegrin como autoridad en la descripción y taxonomía en zoología.